# Elina Awraamowna Bystrizkaja

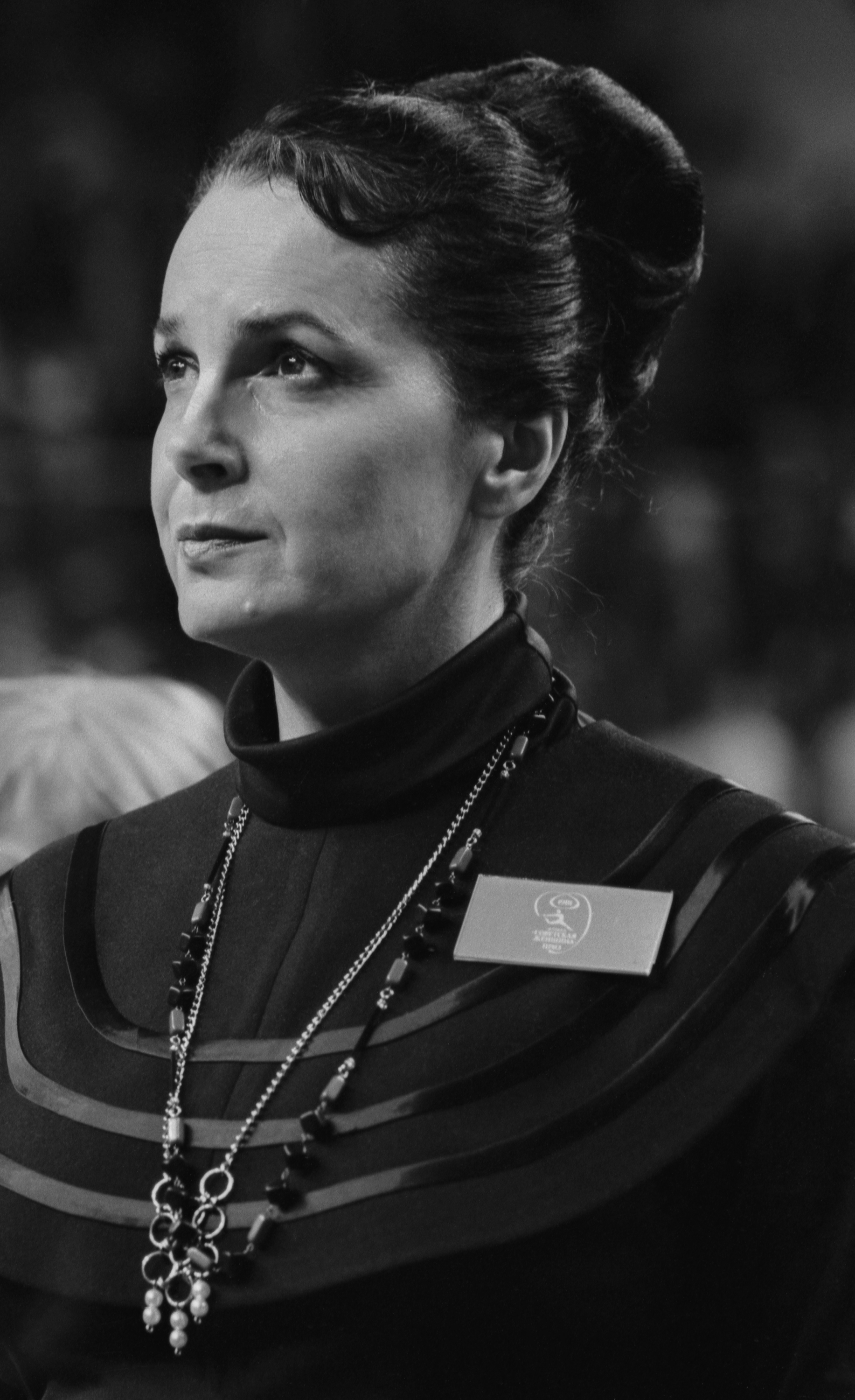
Elina Awraamowna Bystrizkaja (1981)

Elina Awraamowna Bystrizkaja (russisch Элина Авраамовна Быстрицкая; * 4. April 1928 in Kiew; † 26. April 2019 in Moskau) war eine sowjetische bzw. russische Schauspielerin, Sängerin und Hochschullehrerin.

## Leben
Bystrizkajas jüdische Eltern waren der Militärarzt Awraam Peissachowitsch (Petrowitsch) Bystrizki und die Krankenhausköchin Esfir Issaakowna Bystrizkaja. Sie lebte mit den Eltern im Haus der Großmutter väterlicherseits in Kiew, bis der Vater kurz vor Beginn des Deutschen Angriffskriegs nach Neschin versetzt wurde.
Nach Kriegsbeginn wurde Bystrizkaja nach Astrachan evakuiert, wo sie Krankenschwesterkurse absolvierte. Mit 13 Jahren arbeitete sie dann als Sanitäterin und Laborantin im mobilen Lazarett Nr. 3261 zunächst in Aktjubinsk, dann in Stalino und schließlich in Odessa, wo nun auch ihre Mutter und ihre Schwester arbeiteten. Im November 1944 kehrten sie nach Neschin zurück, wohin nach Kriegsende auch der Vater kam.
Ab 1945 studierte Bystrizkaja an der Neschiner Geburtshelfer- und Feldscher-Schule mit Abschluss 1947 und kam dann mit der Familie nach Dresden, wohin der Vater versetzt worden war. Als der Vater nach Wilna versetzt wurde, kehrte Bystrizkaja mit ihrer Schwester nach Neschin zurück. Sie hatte die Ballett-Klasse an der Musikschule absolviert und begann 1947 auf Drängen des Vaters das Studium am Staatlichen Gogol-Pädagogik-Institut Neschin in der Philologie-Fakultät. Nach einem Jahr brach sie das Studium ab, ging nach Kiew zur Großmutter und studierte am Karpenko-.Kary-Institut für Theaterkunst in der Schauspiel-Fakultät bei L. A. Oleinik mit Abschluss 1953. Während des Studiums arbeitete sie als Assistentin des Zauberkünstlers Emil Kio.
Am 18. September 1953 erhielt Bystrizkaja die Anstellung am Russischen Dramatischen Theater Wilna, wo sie bereits am 14. November 1953 in der Hauptrolle des Stücks Tanja (Die zweite Geburt) von Alexei Arbusow debütierte. Sie verließ das Theater 1956 auf eigenen Wunsch und wechselte an das Moskauer Puschkin-Theater.
Von 1958 bis 2012 gehörte Bystrizkaja zum Ensemble des Moskauer Maly-Theaters. Sie debütierte dort als Lady Windermere in Oscar Wildes Lady Windermeres Fächer. Im Moskauer Jermolowa-Theater arbeitete sie 1998.
Bystrizkajas Filmschauspielertätigkeit hatte bereits 1950 begonnen. In Friedrich Ermlers Film Neokontschennaja powest (Eine unvollendete Geschichte) (1955) spielte sie die Ärztin Jelisaweta Maximowna Muromzewa und in Gerassimows Film Der stille Don (1957–1958) Stepan Astachows Frau Axinja. Bei der ersten Woche des Sowjetischen Films in Paris hatte sie zur sowjetischen Delegation gehört. Weitere Filmrollen folgten. Ab dem Ende der 1960er Jahre verweigerte sie die Mitarbeit in Filmen, deren angebotene Rollen sie nicht für genügend ernst hielt. Am Anfang der 1990er Jahre übernahm sie Rollen in Filmen der Perestroika.
Seit 1978 lehrte Bystrizkaja als Professorin an der Moskauer Schtschepkin-Theater-Hochschule und an dem nach Anatoli Lunatscharski benannten Staatlichen Institut für Theaterkunst (GITIS) am Lehrstuhl für Schauspielmeisterschaft.
In Konzerten rezitierte Bystrizkaja Lyrik und Prosa und sang Romanzen, russische Volkslieder und Lieder aus den Kriegsjahren. Ab 2010 arbeitete sie mit dem Staatlichen Akademischen Russischen Sykina-Volksensemble zusammen.
Bystrizkaja war Mitglied der KPdSU seit 1970. Ab 1975 war sie während der folgenden  17 Jahre Leiterin der Föderation für Rhythmische Gymnastik der UdSSR und der Militärisch-Patriotischen Kommission der Allrussischen Theater-Gesellschaft. Sie war am Antizionismus-Komitee der Sowjetischen Öffentlichkeit beteiligt und war Ehrenpräsidentin der Billard-Föderation. Sie war Mitglied des Kultur-Rats beim Präsidenten der Russischen Föderation und in der Folge Gründungspräsidentin der Wohltätigkeitsstiftung für Kultur- und Kunstförderung. Sie war Vollmitglied der Nationalen Akademie für Kinematographie-Kunst und -Wissenschaft Russlands und Vizepräsidentin der internationalen Stiftung für den Schutz der Gesundheit von Müttern und Kindern. Sie gehörte zu der politischen Bewegung Stabiles Russland.
Am 21. Februar 2014 unterzeichnete Bystrizkaja mit Wassili Lanowoi, Iossif Kobson und Alexander Wolkow einen Aufruf an den ukrainischen Präsidenten Wiktor Janukowytsch zur Herstellung der Ordnung in seinem Lande. Sie unterstützte im März 2014 die Krim-Annexion und unterzeichnete den entsprechenden Brief russischer Kulturschaffender an Putin.
Bystrizkaja wurde Mitglied des Öffentlichkeitsrats beim Untersuchungskomitee der Russischen Föderation gegen Missverhalten der Polizei und Korruption.
Bystrizkaja war mit dem Leiter der Übersetzer-Abteilung des Außenhandelsministeriums der UdSSR Nikolai Iwanowitsch Kusminski (1915–1990), der sie bei einem der Abende des Sängers Mark Bernes kennengelernt hatte, in dessen dritter Ehe 27 Jahre lang kinderlos verheiratet bis zur Scheidung 1985.
Bystrizkaja starb am 26. April 2019 in einem Moskauer Krankenhaus nach schwerer Krankheit. Am 29. April wurde sie nach der Trauerfeier auf der Bühne des Maly-Theaters auf dem Nowodewitschi-Friedhof neben Ljudmila Gurtschenko bestattet. Das Grabdenkmal aus weißem Marmor der Bildhauer Wage Sogojan und Mikael Sogojan wurde dort am 11. November 2020 enthüllt.

## Ehrungen, Preise
- Medaille „Sieg über Deutschland“
- Medaille „Für heldenmütige Arbeit im Großen Vaterländischen Krieg 1941–1945“
- Ehrenzeichen der Sowjetunion (1960, 1967)
- Verdiente Künstlerin der RSFSR (1962)
- Medaille „20. Jahrestag des Sieges im Großen Vaterländischen Krieg 1941–1945“
- Volkskünstlerin der RSFSR (1966)
- Jubiläumsmedaille „Zum Gedenken an den 100. Geburtstag von Wladimir Iljitsch Lenin“
- Orden des Roten Banners der Arbeit (1974)
- Medaille „30. Jahrestag des Sieges im Großen Vaterländischen Krieg 1941–1945“
- Volkskünstlerin der UdSSR (1978)[8]
- Medaille „Veteran der Arbeit“
- Medaille „40. Jahrestag des Sieges im Großen Vaterländischen Krieg 1941–1945“
- Orden des Vaterländischen Krieges II. Klase (1985)
- Orden der Oktoberrevolution (1988)
- Medaille „50. Jahrestag des Sieges im Großen Vaterländischen Krieg 1941–1945“
- Schukow-Medaille
- Dank des Präsidenten der Russischen Föderation (1996, 1999, 2003)[4]
- Verdienstorden für das Vaterland II. Klasse (1998), I. Klasse (2008),[2] III. Klasse (2018)[4]
- Medaille „80 Jahre Komsomol“ (1998)
- Medaille „65. Jahrestag des Sieges im Großen Vaterländischen Krieg 1941–1945“
- Medaille „60. Jahrestag des Sieges im Großen Vaterländischen Krieg 1941–1945“
- Preis der Regierung Russlands im Bereich Kultur (2006)[8]
- Medaille „70. Jahrestag des Sieges im Großen Vaterländischen Krieg 1941–1945“
- Russischer Nationaler Theaterpreis Goldene Maske (2019)[13]
- EhrenKosakin

Nach Bystrizkaja wurde am 2. April 1999 der 1986 von Ljudmila Tschernych entdeckte Asteroid (6180) Bystritskaya benannt.